# 克拉玛依市紫砂博物馆
克拉玛依市紫砂博物馆是中华人民共和国新疆维吾尔自治区首家以紫砂为主题的博物馆。克拉玛依市紫砂博物馆位于克拉玛依市克拉玛依区，于2020年成立，可追溯至2016年成立的克拉玛依市紫砂体验馆。该博物馆于2022年被列入新疆维吾尔自治区特色博物馆名单。
克拉玛依市紫砂博物馆既有以紫砂器、泥料等展品为主的展览，也会举办体验、教学、制作的活动，还具有文化交流和推广等功能。

## 场馆建设
2013年，克拉玛依市开发金龙湖时，发现以高岭土为主且适合烧制紫砂的原矿。此后，克拉玛依市探明的紫砂原矿有30亿吨，克拉玛依紫砂工艺品产业也开始得到利用、开发，形成产业。克拉玛依市紫砂博物馆始建于2016年，最初作为克拉玛依市首家紫砂体验馆存在。紫砂体验馆于2016年5月28日开馆。当时的紫砂体验馆集体验、展览、教学、烧制等功能于一体。
2020年，克拉玛依紫砂文化交流有限公司投资50万元人民币建设克拉玛依市紫砂博物馆。6月克拉玛依市紫砂博物馆正式开馆，成为克拉玛依市首家非盈利民间博物馆。新建的克拉玛依市紫砂博物馆开展有研学体验、紫砂创作、展览教学、文化交流等项目。次年，克拉玛依市紫砂馆获“克拉玛依民间博物馆”牌子。2022年，克拉玛依市紫砂博物馆又投入130万元人民币对博物馆升级改造，新增茶艺展示、陶笛、书法等项目。同年，被新疆维吾尔自治区文化和旅游厅列为首批新疆维吾尔自治区特色博物馆。

## 展出活动
克拉玛依市紫砂博物馆建筑面积超1000平方米，分为展览区、教学体验区、销售区。其中展厅面积约725平方米，分为“民用紫砂器”“建筑类紫砂”“功效性紫砂”等单元，展出包括紫砂壶壶嘴、壶把、壶身、壶盖等部件；红泥、绿泥、紫泥、青泥、段泥五种紫砂泥料；多种紫砂器、紫砂摆件在内的300多件展品。其中镇馆之宝为沙漠美人紫砂雕像。另外，博物馆也设有紫砂名家作品展台。
在教学体验区，克拉玛依市紫砂博物馆会举办制作紫砂器等陶艺主题的研学活动。也会参与到如“文创非遗休闲生活展”等展览中。

## 图片

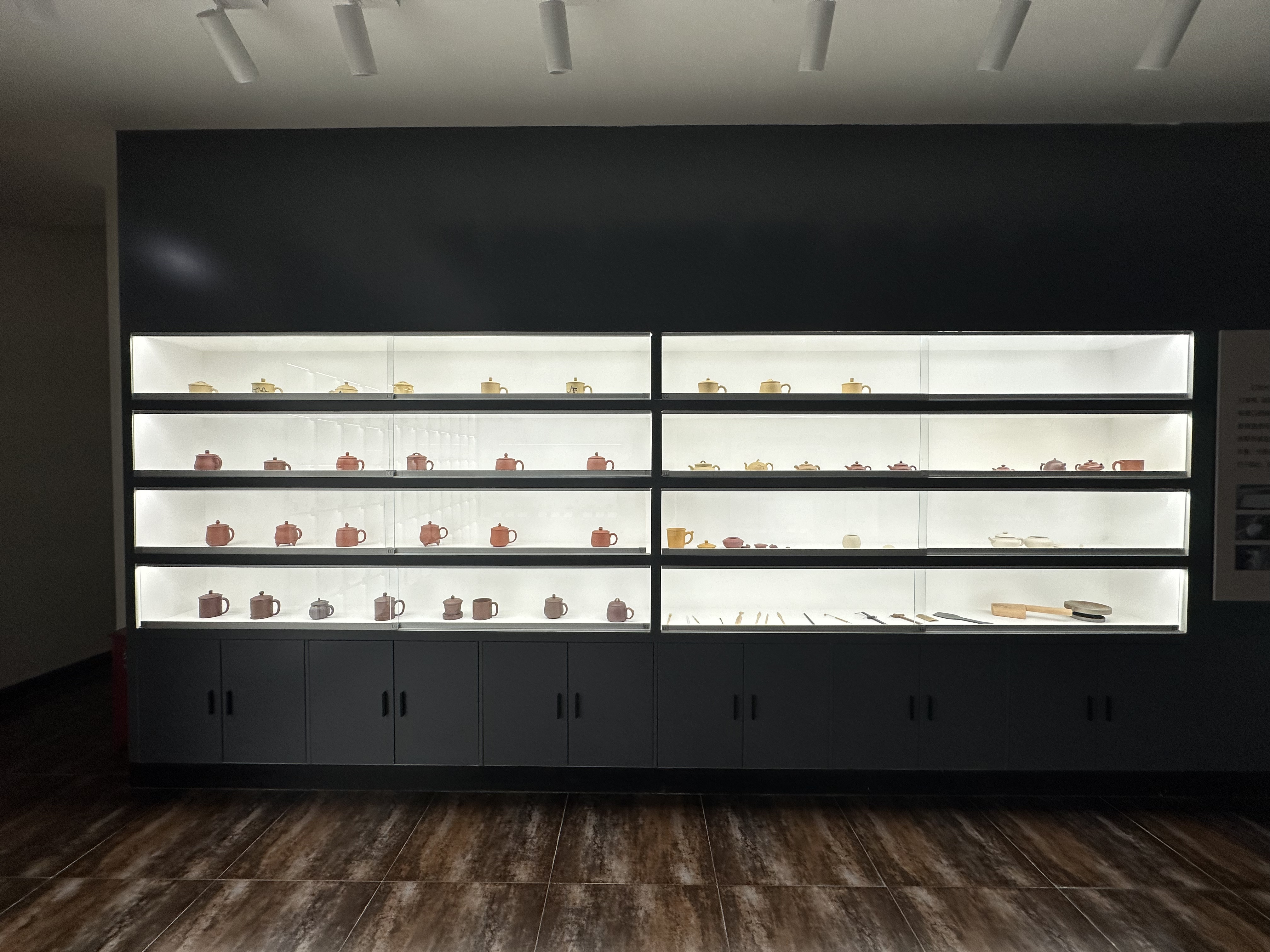
克拉玛依市紫砂博物馆部分展品
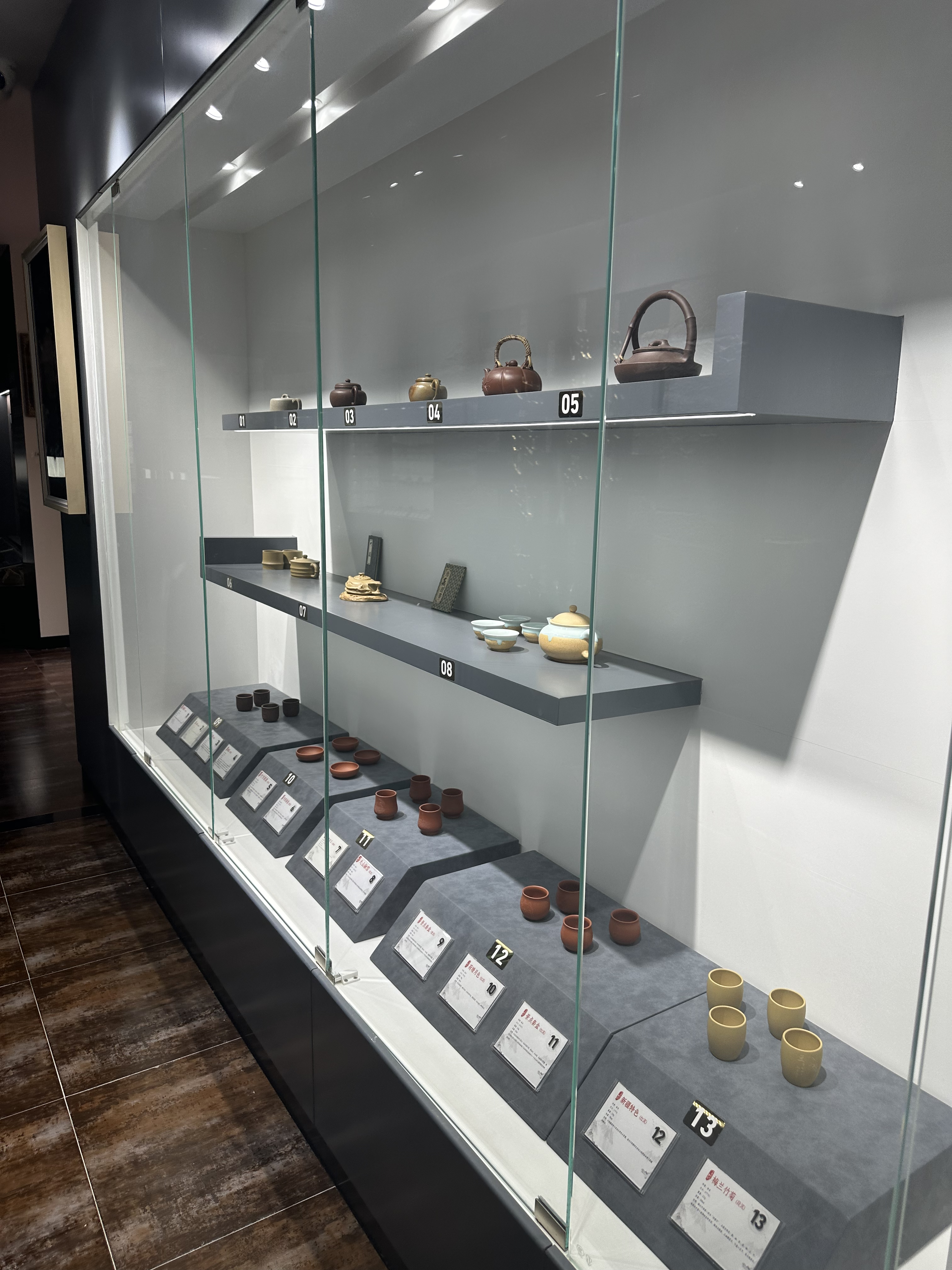
克拉玛依市紫砂博物馆部分展品
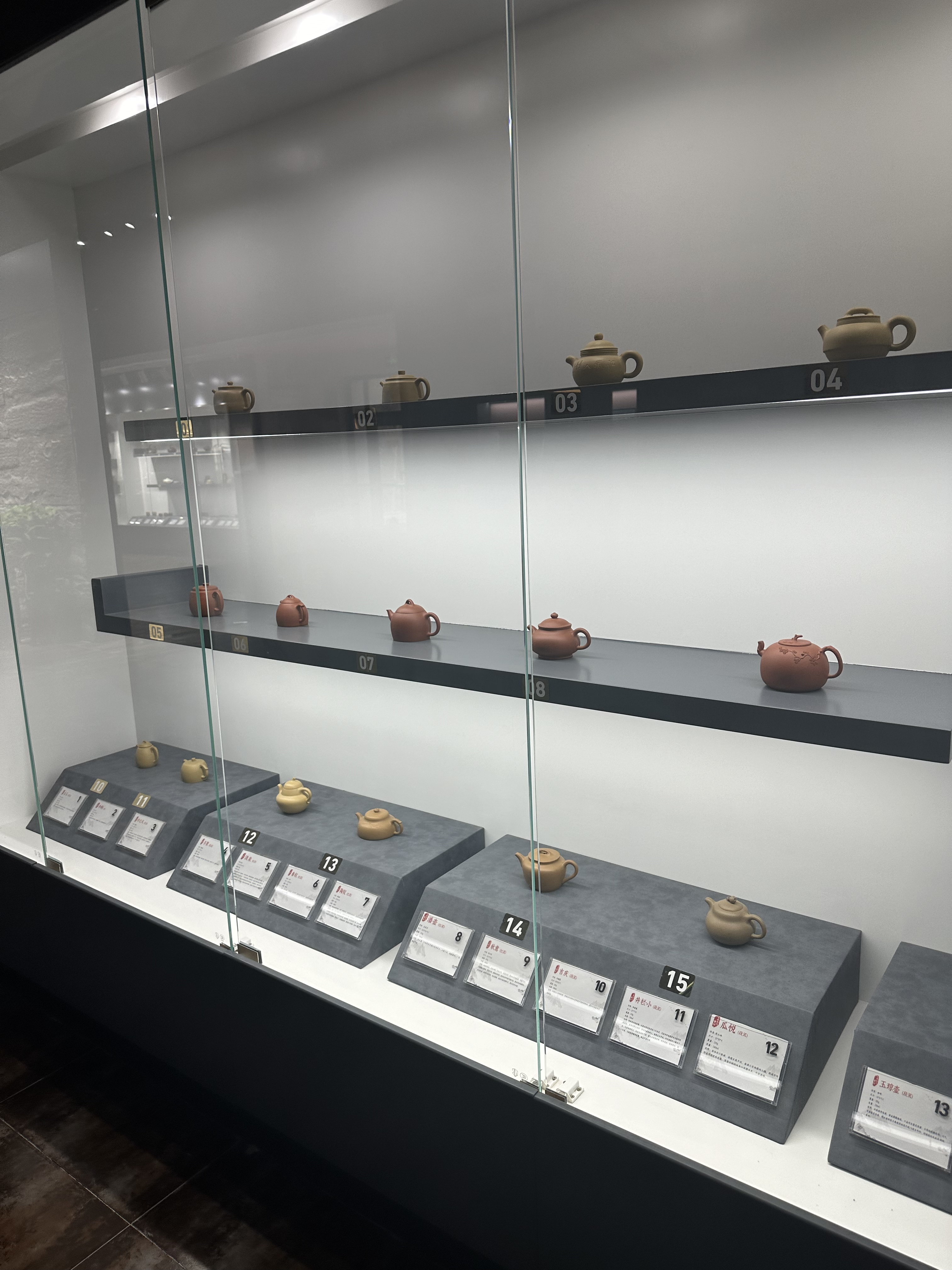
克拉玛依市紫砂博物馆部分展品
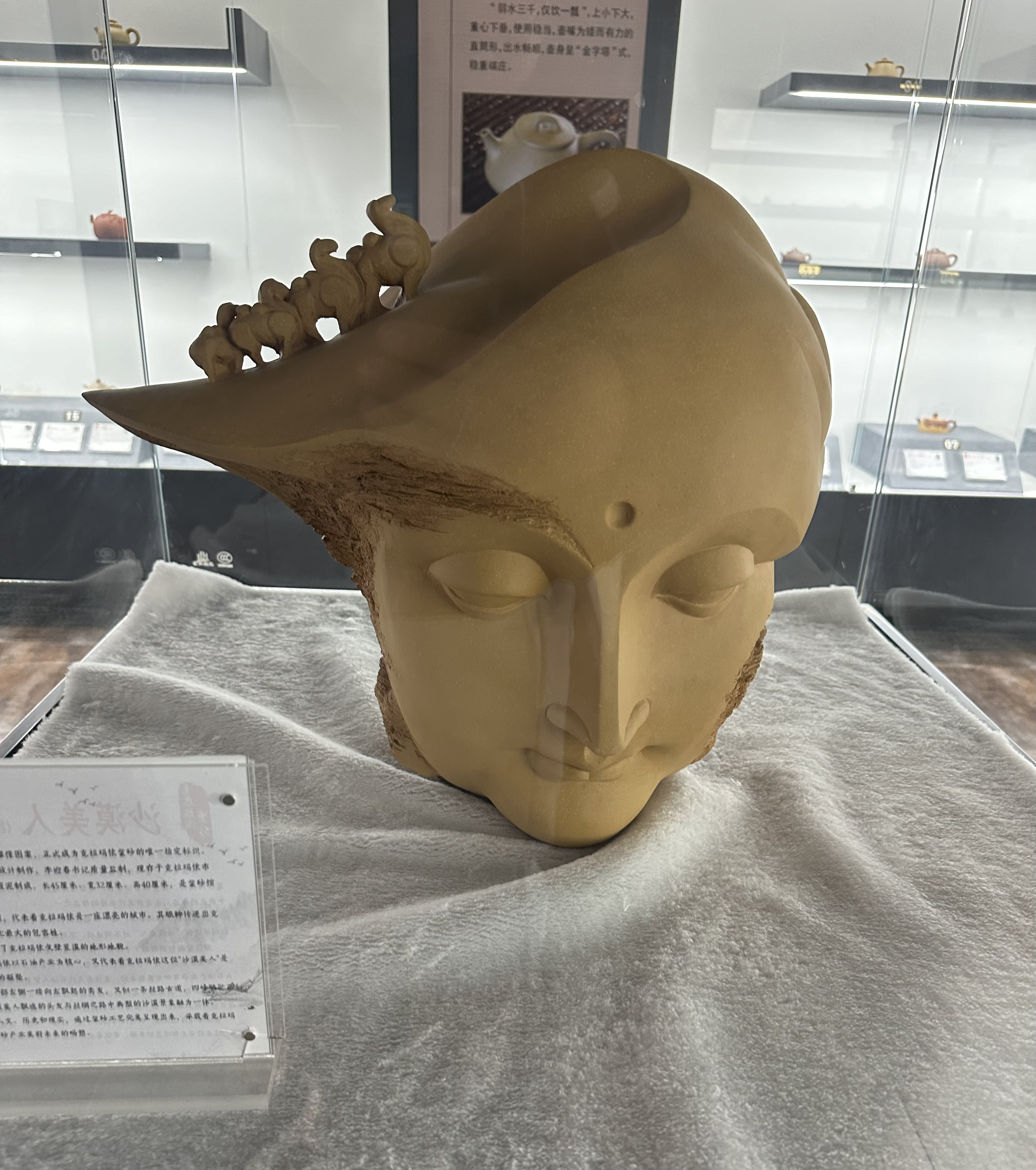
克拉玛依市紫砂博物馆展出的沙漠美人紫砂雕像，是克拉玛依市紫砂博物馆最大、最具代表性的作品，呈沙黄色，高40厘米，宽32厘米，长45厘米。
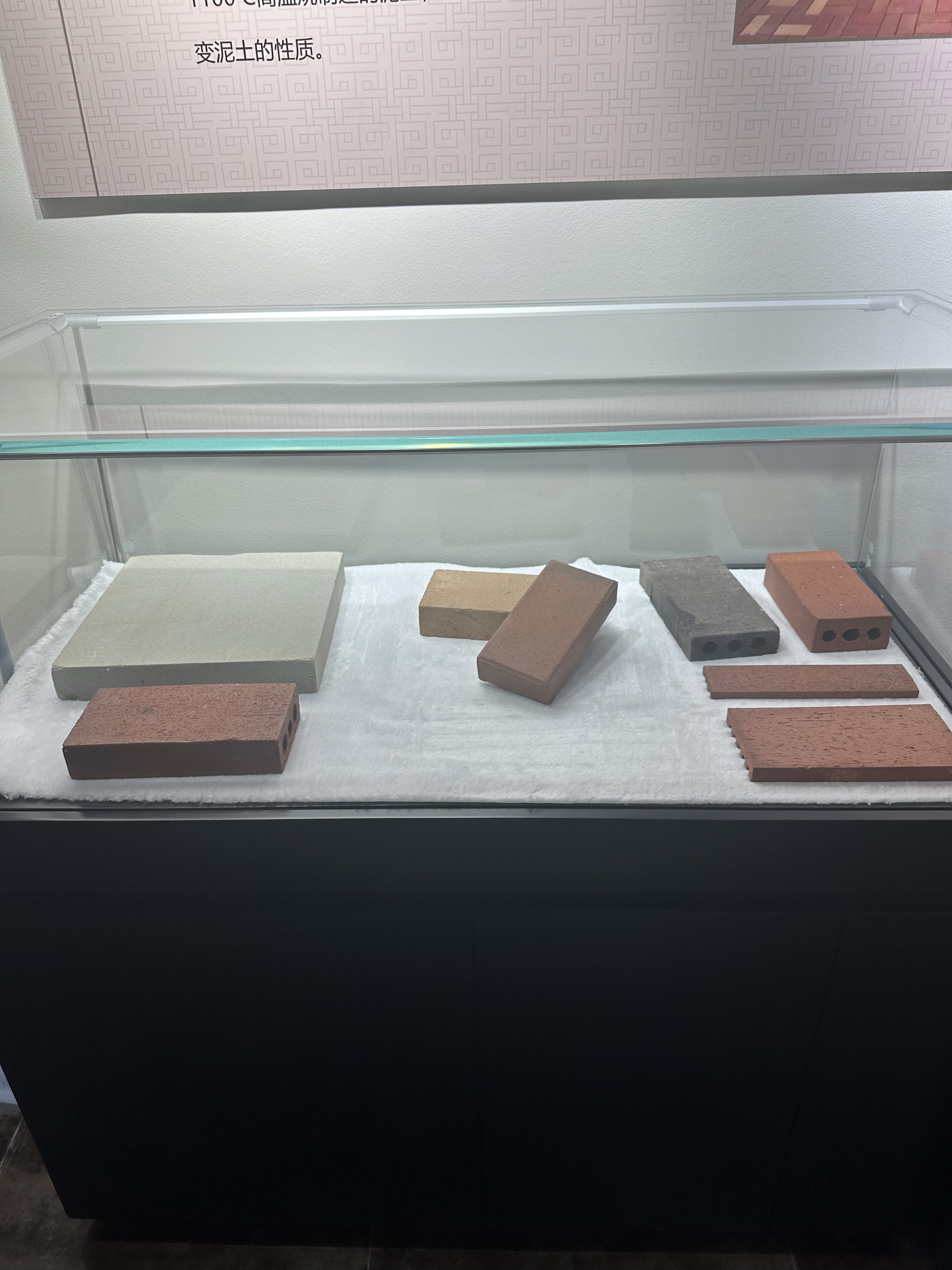
克拉玛依市紫砂博物馆展出的部分紫砂砖